# Christine François
 (août 2023).
Si vous disposez d'ouvrages ou d'articles de référence ou si vous connaissez des sites web de qualité traitant du thème abordé ici, merci de compléter l'article en donnant les références utiles à sa vérifiabilité et en les liant à la section « Notes et références ».
Pour les articles homonymes, voir François.
Christine François est une réalisatrice française née le 1er mai 1962 à Lille.

## Biographie
Elle a grandi à Amiens, en Picardie. Elle a une maîtrise de philosophie et est diplômée de La Fémis (département Réalisation, promotion 01, 1990).  
Elle enseigne le cinéma et le jeu d'acteur à La Fémis,  au Cours Florent, à Université de Paris 8-Cinéma...   

### Vie privée
Elle a deux enfants avec le musicien et compositeur Jean-François Hoël, du groupe Ziczazou.

## Filmographie
Entre 1990 et 1998, elle travaille avec la productrice Véronique Frégosi et réalise trois téléfilms coécrits avec Pierre Erwan Guillaume, notamment Le Poids du corps avec Gérard Desarthe, Gérard Dauzat, Karen Oubraham.
Puis elle écrit et réalise deux épisodes de la série Les Enfants du juge, avec Frédéric Pierrot    
En 1997, elle adapte et porte à l’écran le scénario de Dodine Herry, Nanou ou Gaëlle... avec Yves Afonso, Paulette Dubost, Blandine Lenoir, Manuel Le Lièvre.
En 1998, elle se tourne vers le documentaire et coréalise avec Rémi Lainé Brigade des mineurs : L’amour en souffrance (un 90 minutes pour France3) ainsi que Ma petite chérie (pour l'émission Strip-tease). La cinéaste Maïwenn s'inspirera en partie de ces films pour l'écriture de Polisse (Prix spécial du jury à Cannes 2011). Christine François réalisera avec le même coauteur Le Mal de grandir : Passages d’adolescents en psychiatrie  en 2000. 
En 2002, elle écrit et tourne, avec la comédienne Jade Duviquet, un documentaire sur le deuil et la filiation, Le Chemin de jade (production Adalios).
Elle rencontre ensuite, au sein d'Agat Films & Cie, la productrice Blanche Guichou et réalise en 2004 le documentaire J'ai deux mamans (portrait d’une famille homoparentale).
Son premier long métrage cinéma Le Secret de l'enfant fourmi écrit avec la collaboration de Maurice Rabinowicz, Gaëlle Macé et Sophie Fillières est sorti le 2 mai 2012. Le film, tourné en partie au Bénin avec des amateurs, a pour interprètes principaux français Audrey Dana et Robinson Stévenin.
Son documentaire sur le deuil L'ombre des pères  sort en salle le 25 mai 2022 dans le cadre des Découvertes du Saint-andré-des-arts.
Son deuxième long métrage  Le voyage d'Hugo,  écrit avec Valérie Pujol, est en cours de développement.

## Distinctions
- 2011 : Le secret de l'enfant fourmi, sélectionné dans les avant-premières Paris-Cinéma 2011, au Fespaco 2013, Louxor 2013, Vancouver 2012, Montréal 2011, Hambourg 2012...
- 2004 : J'ai deux mamans, mention spéciale du jury au Festival du film de femmes de Turin.
- 2000 : Mina ne veut plus jouer, Psy d'or au Festival de Lorquin
- 1998 :  Brigade des mineurs:l'amour en souffrance, catégorie Coups de cœur, Lussas 1998
- 1995 : Le Poids du corps, Grand prix média de la Fondation pour l'Enfance
- 1992 : Le Poids du corps, lauréat des Écrans de la Télévision publique, catégorie premières œuvres.